# گروه ۲گو
گروه ۲گو (انگلیسی: 2GO Group) شرکت ترابری فیلیپینی است، که در سال ۱۹۴۹ تأسیس شد.